# Dama do Bling
Dama do Bling, eigentlich Ivânea da Silva Mudanisse (* 25. Oktober 1979 in Maputo, Mosambik) ist eine mosambikanische Musikerin (R&B, Hip-Hop) und Unternehmerin.

## Leben

### Jugend und Ausbildung
Ivânea da Silva Mudanisse wurde am 25. Oktober 1979 in der mosambikanischen Hauptstadt Maputo geboren. Bereits früh interessierte sie sich für Musik und Gesang, sie begann mit 14 Jahren Hip-Hop zu tanzen. Nach ihrer Schulausbildung studierte Mudanisse Jura an der Eduardo-Mondlane-Universität. Sie schloss das Studium mit der licenciatura ab und arbeitete für eine kurze Zeit in der Rechtsabteilung einer Bank, verließ diese jedoch sehr schnell. Sie selbst beschreibt ihre damalige Tätigkeit als „sehr langweilig“ und „sklavenhaft“.

### Musikalischer Aufstieg
2005 begann Mudanisse für die musikalische Reality-Show „Fama Show“ des mosambikanischen Senders stv zu arbeiten. Des Weiteren arbeitete sie an zwei Musikalben der mosambikanischen Sängerin Lizha James. James’ Ehemann und gleichzeitig Manager des Musiklabels Bang Entertainment sagte zu, Mudanisse unter Vertrag zu nehmen. Noch im gleichen Jahr veröffentlichte Mudanisse unter dem Künstlernamen Dama do Bling – zu Deutsch in etwa „Bling-Bling-Dame“ – ihre erste Single mit dem Titel „Haterz“.
Der kommerzielle Erfolg der Dama do Bling stellte sich schnell ein. Auch ausländische Medien wurden auf sie aufmerksam, der südafrikanische Fernsehsender Channel O nominierte sie in vier Kategorien, sie gewann die zwei „Bestes Video einer weiblichen Künstlerin“ und „Bestes Video des südlichen Afrikas“. 2007 veröffentlichte sie ihr erstes Album mit 15 Titeln, zu denen auch der Song „Cala-te boca“ (dt.: „Halt die Klappe“) unter Beteiligung von Azagaia entstand.
Neben ihrem musikalischen Erfolg versuchte sich die Dama do Bling auch im Modebereich – sie gewann mit ihrer Kollektion den ersten Preis bei der Maputo Fashion Week 2009. Auch veröffentlichte sie im Jahr 2008 eine Autobiografie mit dem Titel „Diário de uma Irreverente“ (Tagebuch einer Respektlosen), die sich jedoch kaum verkaufte. 2008 verließ sie ihr früheres Label und gründete mit ihrem zeitweiligen Lebenspartner Valdemiro José 2009 ein eigenes Label. Unter diesem Label veröffentlichte sie eine neue Single mit dem Titel „Chamadas para a Bling“ und später das Album „Diferente, mas igual“.
2012 legte sie eine Pause ein, um ihr Kind zur Welt zu bringen, begann danach jedoch wieder musikalisch tätig zu sein. Ende 2013 veröffentlichte sie ein weiteres Musikalbum mit dem Titel „Deusa“. 2014 gebar sie ein weiteres Kind. Inzwischen widmet sich Mudanisse mehr ihrem eigenen Modegeschäft, zudem arbeitet sie nebenbei für das Marketing eines Digitalfernsehsenders.

### Diskussionen
Das Leben von Mudanisse ist regelmäßig in den mosambikanischen Boulevardmedien präsent. Insbesondere ihre frühere Beziehung zum Musiker Valdemiro José und die darauffolgende Trennung von ihm war aufgrund der konservativen Ehevorstellungen Mosambiks ein vieldiskutiertes Thema. Zudem trat sie 2008 schwanger mit weniger Bekleidung zur Hauptsendezeit im mosambikanischen Fernsehen auf, verlor wenige Monate später jedoch das Kind – beides ebenso viel diskutierte Themen.

## Diskografie
- 2007: Cala-te boca (Album)
- 2009: Diferente, mas Igual (Album)
- 2013: Deusa (Album)